# Szerauty
Szerauty (ros. Шерауты) – wieś (sieło) w Rosji, w Czuwaszji, w rejonie komsomolskim. W 2010 liczyła 562 mieszkańców.